# EBX2 - CD Singles Box Set 2
EBX2 - CD Singles Box Set 2 es una caja recopilatoria que incluye del sexto al décimo sencillo, con todas las remezclas oficiales, correspondientes a la discografía de Erasure. Fue lanzado el 13 de diciembre de 1999.

## Contenido
EBX2 - CD Singles Box Set 2 contiene todas las remezclas oficiales del sexto al décimo sencillo de Erasure, incluyendo algunos que sólo habían aparecido en versiones no tan difundidas.

## Lista de canciones
| EBX2.1 – Victim of Love |                                                              |               |          |  |
| N.º                     | Título                                                       | Escritor(es)  | Duración |  |
| 1.                      | «Victim of Love» (7" remix)                                  | (ClarkeBell)  | 3:44     |  |
| 2.                      | «The Soldier's Return»                                       | (Clarke/Bell) | 3:06     |  |
| 3.                      | «Victim of Love» (Extended mix)                              | (Clarke/Bell) | 7:12     |  |
| 4.                      | «The Soldier's Return» (The Return Of The Radical Radcliffe) | (Clarke/Bell) | 5:06     |  |
| 5.                      | «Victim of Love» (Dub mix)                                   | (Clarke/Bell) | 3:35     |  |
| 6.                      | «Victim of Love» (Vixen Vitesse mix)                         | (Clarke/Bell) | 5:49     |  |
| 7.                      | «The Soldier's Return» (The Machinery mix)                   | (Clarke/Bell) | 4:19     |  |
| 8.                      | «If I Could» (Japanese mix)                                  | (Clarke/Bell) | 3:48     |  |
| 9.                      | «Don't Dance» (Live -en vivo-)                               | (Clarke/Bell) | 3:58     |  |
| 10.                     | «Leave Me to Bleed» (Live -en vivo-)                         | (Clarke/Bell) | 3:35     |  |

| EBX2.2 – The Circus |                                               |                   |          |  |
| N.º                 | Título                                        | Escritor(es)      | Duración |  |
| 1.                  | «The Circus» (7" remix)                       | (ClarkeBell)      | 3:58     |  |
| 2.                  | «The Circus» (Decay mix)                      | (Clarke/Bell)     | 5:41     |  |
| 3.                  | «Safety in Numbers» (Live -en vivo-)          | (Clarke/Bell)     | 1:47     |  |
| 4.                  | «Victim of Love» (Live -en vivo-)             | (Clarke/Bell)     | 3:53     |  |
| 5.                  | «If I Could» (Live -en vivo-)                 | (Clarke/Bell)     | 3:55     |  |
| 6.                  | «The Circus» (Live -en vivo-)                 | (Clarke/Bell)     | 4:53     |  |
| 7.                  | «Spiralling» (Live -en vivo-)                 | (Clarke/Bell)     | 2:28     |  |
| 8.                  | «It Doesn't Have to Be» (Live -en vivo-)      | (Clarke/Bell)     | 3:57     |  |
| 9.                  | «Who Needs Love (Like That)» (Live -en vivo-) | Vince Clarke      | 3:16     |  |
| 10.                 | «Gimme! Gimme! Gimme!» (Live -en vivo-)       | Andersson/Ulvaeus | 4:09     |  |
| 11.                 | «Sometimes» (Live -en vivo-)                  | (Clarke/Bell)     | 3:38     |  |
| 12.                 | «Say What» (Live -en vivo-)                   | (Clarke/Bell)     | 3:04     |  |
| 13.                 | «Oh L'Amour» (Live -en vivo-)                 | (Clarke/Bell)     | 4:37     |  |
| 14.                 | «The Circus» (Bareback Rider mix)             | (Clarke/Bell)     | 6:23     |  |
| 15.                 | «The Circus» (Gladiator mix)                  | (Clarke/Bell)     | 6:07     |  |

| EBX2.3 – Ship of Fools |                                                |                           |          |  |
| N.º                    | Título                                         | Escritor(es)              | Duración |  |
| 1.                     | «Ship of Fools»                                | (ClarkeBell)              | 4:04     |  |
| 2.                     | «When I Needed You»                            | (Clarke/Bell)             | 4:02     |  |
| 3.                     | «Ship of Fools» (Shiver Me Timbers mix)        | (Clarke/Bell)             | 7:56     |  |
| 4.                     | «River Deep Mountain High» (Warm Depths mix)   | (Barry/Greenwich/Spector) | 5:43     |  |
| 5.                     | «When I Needed You» (Melancholic mix)          | (Clarke/Bell)             | 4:25     |  |
| 6.                     | «Ship of Fools» (RC mix)                       | (Clarke/Bell)             | 6:24     |  |
| 7.                     | «River Deep Mountain High» (Private Dance mix) | (Barry/Greenwich/Spector) | 7:00     |  |

| EBX2.4 – Chains of Love |                                                           |                 |          |  |
| N.º                     | Título                                                    | Escritor(es)    | Duración |  |
| 1.                      | «Chains of Love» (7" Remix)                               | (ClarkeBell)    | 3:45     |  |
| 2.                      | «Don't Suppose»                                           | (Clarke/Bell)   | 3:30     |  |
| 3.                      | «Chains of Love» (Foghorn mix)                            | (Clarke/Bell)   | 6:28     |  |
| 4.                      | «Don't Suppose» (Country Joe mix)                         | (Clarke/Bell)   | 6:00     |  |
| 5.                      | «The Good, The Bad And The Ugly»                          | Ennio Morricone | 3:25     |  |
| 6.                      | «Chains of Love» (Truly In Love With The Marks Bros. mix) | (Clarke/Bell)   | 7:24     |  |
| 7.                      | «The Good, The Bad And The Ugly» (The Dangerous mix)      | Ennio Morricone | 4:42     |  |

| EBX2.5 – A Little Respect |                                              |               |          |  |
| N.º                       | Título                                       | Escritor(es)  | Duración |  |
| 1.                        | «A Little Respect»                           | (ClarkeBell)  | 3:33     |  |
| 2.                        | «Like Zsa Zsa Zsa Gabor»                     | (Clarke/Bell) | 4:02     |  |
| 3.                        | «A Little Respect» (Extended mix)            | (Clarke/Bell) | 6:40     |  |
| 4.                        | «Like Zsa Zsa Zsa Gabor» (Mark Freegard mix) | (Clarke/Bell) | 4:59     |  |
| 5.                        | «Love Is Colder Than Death»                  | (Clarke/Bell) | 2:12     |  |
| 6.                        | «A Little Respect» (Big Train mix)           | (Clarke/Bell) | 6:09     |  |
| 7.                        | «Like Zsa Zsa Zsa Gabor» (Rico Conning mix)  | (Clarke/Bell) | 6:09     |  |